# Enric Fité i Sala
Enric Fité i Sala (Mataró, 1906 - ibídem, 1988) fou un cineasta amateur. Adroguer d'ofici, s'aficionà a la fotografia i al cinema fent reportatges de caràcter familiar. Fundà el col·lectiu Cidass Films (Companyia Il·limitada d'Artistes Sense Sou) amb Josep Punsola i Vallespí com a guionista, la seva germana Manuela, Vicenç Arís i Julià, Lluís Terricabres i Molera i Enric Banet i Espona com a col·laboradors o intèrprets. La companyia funcionà entre el 1945 i el 1955 i realitzà deu films de ficció (1945-54), a més de nou documentals relacionats amb Mataró (1948-64), vint-i-sis reportatges familiars o de viatges, i un d'animació, segons l'inventari establert per la recercadora i recuperadora Encarnació Soler i Alomà.
Totes les cintes les dirigí Fité, i les més guardonades foren: Alter Ego (1946), que guanyà l'extraordinari, la medalla d'honor i el millor film d'un amateur català al IX Concurs Nacional de cinema Amateur del CEC; Porta closa (1947), que aconseguí l'extraordinari i la medalla d'honor al X Concurs del CEC, la millor fotografia, la millor interpretació femenina (M. Punsola), el primer d'argument copa d'or a la UNICA de Saltsjöbaden (Estocolom), el gran premi del president de la República Francesa i la copa Challenge al Festival Internacional de Cinema Amateur de Canes (1951). Tares eternes (Los siete pecados capitales)(1948) medalla d'honor del CEC, L'esperit del vent (1949) medalla d'honor del CEC, així com Fantasia Tràgic a (1950), medalla a la UNICA de Mondorf les Bains (Luxemburg); Retorno (1951), primer al concurs del CEC, al Festival de Canes, a la UNICA de Glasgow (Londres), Carrousel (1952), que tornà a guanyar al CEC i obtingué el segon d'arguments a la UNICA de Brussel·les (1953). Quant als documentals, cal anotar Centenari del ferrocarril de Mataró (1948) i Fuentes de Barcelona (1957), premi Ciutat de Barcelona al millor film amateur. Poc després es retira de la pràctica amateur, i es tancà així una de les carreres més importants de la cinematografia amateur catalana i europea, caracteritzada pel "realisme simbològic”.

## Fons
El seu fons personal va ser donat per la família del productor després de la seva mort a la Filmoteca de Catalunya. Aquesta donació va ser gestionada per Encarnació Soler com a representant de l'associació Cinema Rescat. Es desconeix la data de la concessió. El fons Enric Fité recull documentació relativa als seus films, inclou propostes de guió, guions, correspondència, participació i bases de concursos de cinema amateurs, programes d'associacions, alguna foto i 9 caixes amb revistes i retalls de premsa.